# Mudabhara
Mudabhara (en népalais : मुडभरा) est un comité de développement villageois du Népal situé dans le district de Doti. Au recensement de 2011, il comptait 4 758 habitants.